# ホセ・デ・リベーラ
ホセ・デ・リベーラ（José de Ribera, 1591年1月12日 - 1652年9月2日）は、バロック期のスペイン黄金時代美術を代表する画家。「フセペ・デ・リベーラ」（Jusepe de Ribera）とも称する。
スペイン出身だが、主にナポリで活動した。イタリアでの名はジュゼッペ・リベーラ(Giuseppe Ribera)。リベーラはスペインの画家ではあるが、若くしてイタリアに渡り、生涯の大半をナポリで過ごし、終生母国には帰ることはなかった。南部イタリア中心の都市ナポリは当時スペイン副王の支配下で、いわばスペインの飛地領土であった。リベーラはナポリで代々の副王の庇護を受けつつ、聖人、殉教者などをカラヴァッジョ風の劇的な表現で描いた。イタリア人たちからは「ロ・スパニョレット」（小さなスペイン人）のあだ名で呼ばれた。

## 経歴
1591年、靴職人の息子としてバレンシア近郊のハティバに生まれた。後にイタリアに移住したものの、修業時代については不明な点が多い。画家で伝記作家であるアントニオ・パロミーノ・デ・カストロ・イ・ベラスコによると、リベーラはバレンシアにて、バレンシア派を創設したフランシスコ・リバルタに師事したとされる。ロンバルディアを遍歴し、その後1610年初頭にパルマに到着した。同時期にはカラヴァジストの画家として一定の評価を得ていたとされる。初期のリベーラの画風は北イタリアの自然主義と、カラヴァッジョからの影響が強かった。1613年からローマにて、サン・ルカ美術アカデミーの会員として画業に取り組む。1616年には当時スペイン領であったナポリに移住する。この頃からリベーラの画風はカラヴァッジョの直接的な影響がより強くなった。その後死ぬまでナポリで活動を続けたリベーラはナポリ派の中心的な画家として、歴代のスペイン人副王による庇護を受け、彼らからスペイン王室などの重要な顧客を得た。その中には16世紀末から17世紀初頭にかけて行われた、サン・マルティーノ修道院の拡張及び改築など、現地の重要な注文も含まれた。
一方で17世紀初頭以降、テネブリスモの画家たちによる表現はバルトロメ・エステバン・ムリーリョなどにみられる恍惚とした日常感のある親密さに人気を取られることとなった。その影響か1630年以降は主題のレパートリーの拡張やボローニャ派にみられる古典主義の吸収が見られ、安定した構図、明快な色彩、静謐な抒情性や高貴さからくる画風を作り上げた。

## 画風
作品の大部分は宗教画で、聖人、殉教者像を得意としている。明暗の対比を強調した画面構成(テネブリスモ)、老いた聖人の衰えた肉体やたるんだ皮膚をも美化せずに容赦なく描写する写実表現にはカラヴァッジョの影響がうかがえる。『聖バルトロマイの殉教』（題名は『聖フィリポの殉教』とする資料もあり）はこうした画風の代表作である。また、庶民をモデルにした写実主義的な画風を確立した。

## 代表作『えび足の少年』

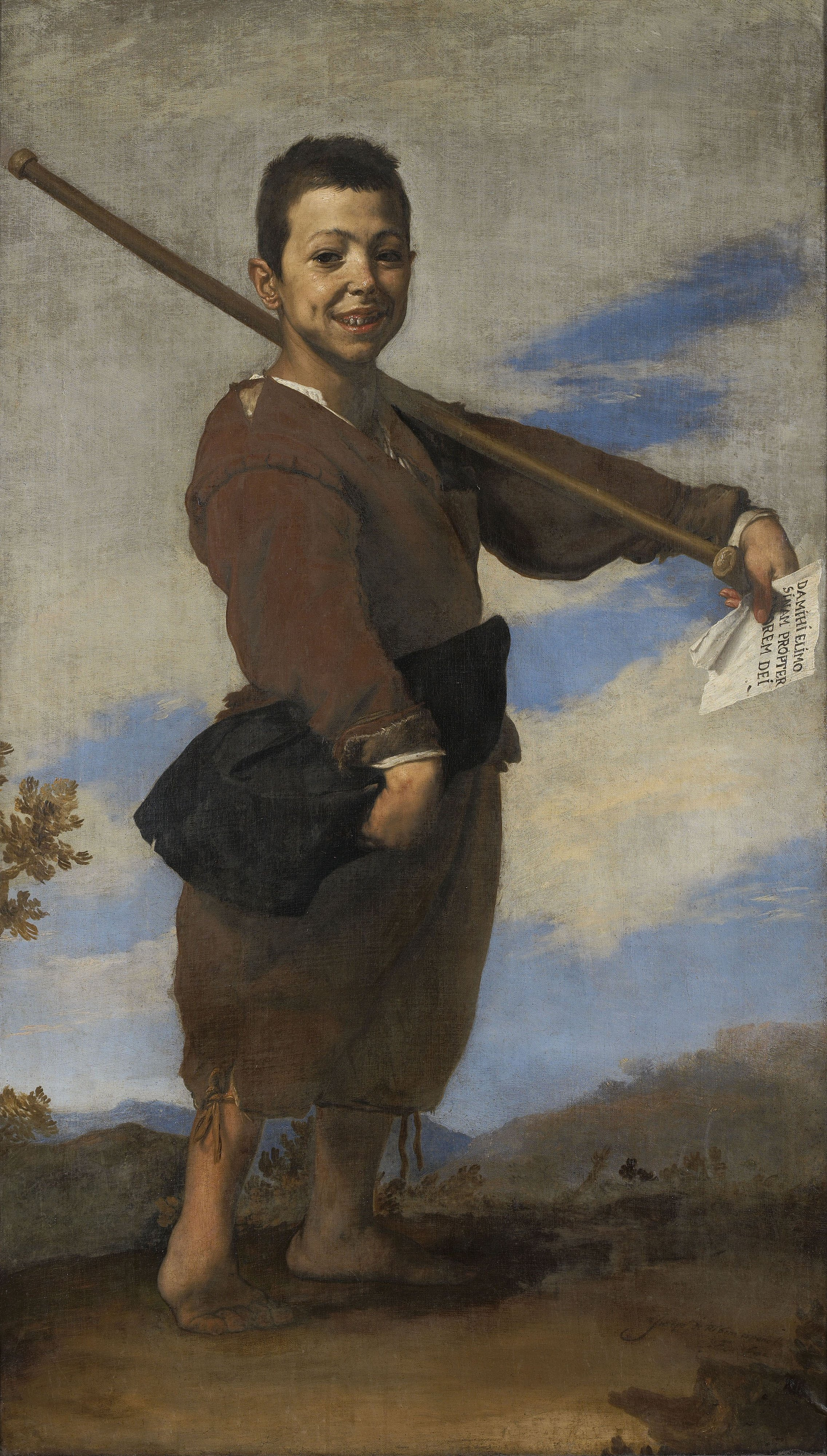
『えび足の少年』 (1642年) ルーヴル美術館

この作品はルーヴル美術館所蔵で、1642年に描かれた。
「えび足」とは、この絵に描かれた少年の、不自由な右足を意味する。障害をもち、身長の伸びが途中で止まったと思われる少年は屈託のない笑みを浮かべ、鑑賞者の方を見つめている。少年の手には歩行用の杖とともに、1枚の紙片が握られ、そこには人々に施しを勧める言葉が読み取れる。この絵は単なる風俗画ではなく、カトリック信徒の務めとしての「慈善」を勧める意味があるものと思われる。

## 代表作
- 『聖ヒエロニムスと審判の天使』（1626年）（カポディモンテ美術館）
- 『ヤコブの夢』（1637年）（プラド美術館）
- 『イサクとヤコブ』（1637年）（プラド美術館）
- 『聖フィリポの殉教』（1639年）（プラド美術館）
- 『聖アグネス』（1641年）（アルテ・マイスター絵画館）
- 『えび足の少年』（1642年）（ルーヴル美術館）
- 『聖家族とアレクサンドリアの聖カタリナ』（1648年）（メトロポリタン美術館）